# 東京物語
《東京物語》（日语：／ Tokyo Monogatari）是日本導演小津安二郎所執導的電影，於1953年上映。《東京物語》是小津安二郎生涯代表作之一，也被電影評論家廣泛的認為是電影史上最偉大的作品之一。

## 劇情簡介

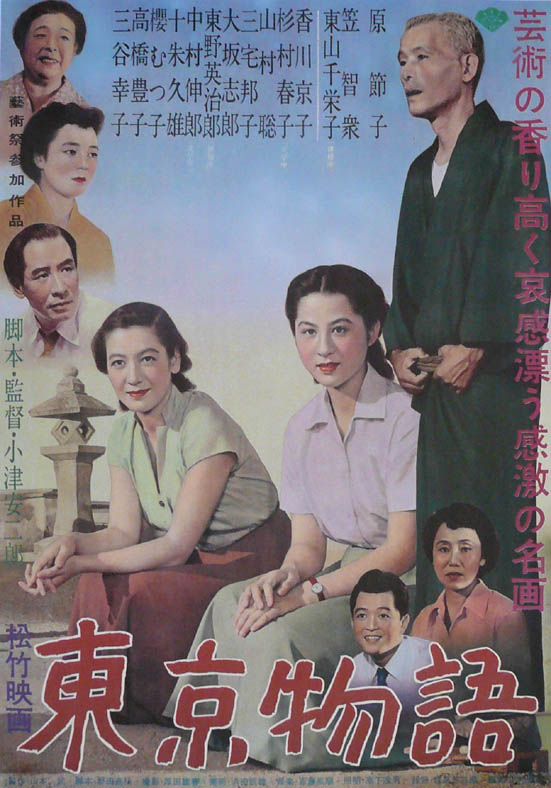
東京物語的電影海報

70岁的老人周吉和67岁的老伴富子离开故乡广岛的尾道市，坐火车前往东京探望儿女们。长子幸一是一名儿科医生，先将兩位老人接到他家暂住，并且祖孙三代得以团聚。但因为幸一夫妇工作繁忙，星期天突发的病例让他们无法偕同老父母去市区游玩。於是他們请次子的遗孀纪子陪同老人家游览东京。后来兩位老人家又搬到了开美容院的长女志泉家中，长女却嫌父母會给他们添麻烦，向长子借钱安排兩位老人家去热海泡温泉。但是旅馆里的吵闹让兩位老人家无法安然入睡，于是提前一天回到了东京。长女因晚上家中还有聚会而抱怨不已，兩位老人家於是只好離開长女家，走在街头不知如何是好。纪子的公寓房间很小，周吉让老伴富子留在那里，自己则外出拜訪老友。富子看见已故的次子昌二的照片依旧摆在纪子的桌上，心裡颇有感触，她希望纪子能再找个好的对象再婚。周吉与两位旧友相约酒馆，各自诉说著对儿女的失望，直到酩酊大醉才回到长女家，並導致长女生氣的说，自己从孩提时代就对喝醉的父亲伤透了心。
在兩位老人家回尾道的途中，东京的儿女们突然收到电报，得知老母亲途中身体不适，在大阪下车去三子那裡住了一夜后才回到尾道。不久之後，儿女们又收到老母亲病危的电报，於是他們趕緊从东京赶到尾道，但是老母亲還是在次日去世。葬礼結束后，长女只對母亲的遗物感到兴趣，长子幸一则匆匆赶回东京，三子也为了看棒球比赛赶回了大阪，只有次子遗孀留下来帮助料理后事。在尾道擔任小学教师的小女儿忿忿不平地责备兄姊们过于自私。善良的次子遗孀纪子最后告别周吉返回东京，临别前老父亲周吉将妻子富子生前佩戴的手表赠送给了纪子。

## 主要角色
- 平山周吉（由笠智衆飾演） - 一位住在尾道市的72歳老人。
- 平山富美（由東山千榮子（日语：東山千栄子）飾演）- 周吉的妻子，68歳。
- 平山紀子（由原節子飾演）- 周吉的次男昌二之妻，是一位上班族，丈夫死於第二次世界大戰期間。
- 平山京子（由香川京子飾演）- 周吉的次女，是一位小學教師，與父母親同住。
- 金子志泉（由杉村春子飾演）- 周吉的長女，是一位美容師，在東京經營美容院。
- 平山幸一（由山村聰飾演）- 周吉的長男，是一位內科醫生，在東京擔任街坊的家庭醫生。

### 主要人物關係圖
【有括弧的，表示與平山周吉的關係】

```
 
 
 男 
 
 
 
 
 
 女
 
```

|  |  |                   |                   |                   |                   |                   |                   |  |  | 平山周吉          | 平山周吉          | 平山周吉          | 平山周吉          | 平山周吉          | 平山周吉          |  |  | 平山富美 （妻子） | 平山富美 （妻子） | 平山富美 （妻子） | 平山富美 （妻子） | 平山富美 （妻子） | 平山富美 （妻子） |  |  |                   |                   |                   |                   |                   |                   |  |  |                        |                        |                        |                        |                        |                        |  |  |                        |                        |                        |                        |                        |                        |  |  |                   |                   |                   |                   |                   |                   |  |  |                   |                   |                   |                   |                   |                   |  |  |  |  |
|  |  |                   |                   |                   |                   |                   |                   |  |  | 平山周吉          | 平山周吉          | 平山周吉          | 平山周吉          | 平山周吉          | 平山周吉          |  |  | 平山富美 （妻子） | 平山富美 （妻子） | 平山富美 （妻子） | 平山富美 （妻子） | 平山富美 （妻子） | 平山富美 （妻子） |  |  |                   |                   |                   |                   |                   |                   |  |  |                        |                        |                        |                        |                        |                        |  |  |                        |                        |                        |                        |                        |                        |  |  |                   |                   |                   |                   |                   |                   |  |  |                   |                   |                   |                   |                   |                   |  |  |  |  |
|  |  |                   |                   |                   |                   |                   |                   |  |  |                   |                   |                   |                   |                   |                   |  |  |                   |                   |                   |                   |                   |                   |  |  |                   |                   |                   |                   |                   |                   |  |  |                        |                        |                        |                        |                        |                        |  |  |                        |                        |                        |                        |                        |                        |  |  |                   |                   |                   |                   |                   |                   |  |  |                   |                   |                   |                   |                   |                   |  |  |  |  |
|  |  |                   |                   |                   |                   |                   |                   |  |  |                   |                   |                   |                   |                   |                   |  |  |                   |                   |                   |                   |                   |                   |  |  |                   |                   |                   |                   |                   |                   |  |  |                        |                        |                        |                        |                        |                        |  |  |                        |                        |                        |                        |                        |                        |  |  |                   |                   |                   |                   |                   |                   |  |  |                   |                   |                   |                   |                   |                   |  |  |  |  |
|  |  | 平山幸一 （長男） | 平山幸一 （長男） | 平山幸一 （長男） | 平山幸一 （長男） | 平山幸一 （長男） | 平山幸一 （長男） |  |  | 平山文子 （媳婦） | 平山文子 （媳婦） | 平山文子 （媳婦） | 平山文子 （媳婦） | 平山文子 （媳婦） | 平山文子 （媳婦） |  |  | 金子庫造 （女婿） | 金子庫造 （女婿） | 金子庫造 （女婿） | 金子庫造 （女婿） | 金子庫造 （女婿） | 金子庫造 （女婿） |  |  | 金子志泉 （長女） | 金子志泉 （長女） | 金子志泉 （長女） | 金子志泉 （長女） | 金子志泉 （長女） | 金子志泉 （長女） |  |  | 平山昌二 （次男） 戰死 | 平山昌二 （次男） 戰死 | 平山昌二 （次男） 戰死 | 平山昌二 （次男） 戰死 | 平山昌二 （次男） 戰死 | 平山昌二 （次男） 戰死 |  |  | 平山紀子 （媳婦） 寡婦 | 平山紀子 （媳婦） 寡婦 | 平山紀子 （媳婦） 寡婦 | 平山紀子 （媳婦） 寡婦 | 平山紀子 （媳婦） 寡婦 | 平山紀子 （媳婦） 寡婦 |  |  | 平山敬三 （三男） | 平山敬三 （三男） | 平山敬三 （三男） | 平山敬三 （三男） | 平山敬三 （三男） | 平山敬三 （三男） |  |  | 平山京子 （次女） | 平山京子 （次女） | 平山京子 （次女） | 平山京子 （次女） | 平山京子 （次女） | 平山京子 （次女） |  |  |  |  |
|  |  | 平山幸一 （長男） | 平山幸一 （長男） | 平山幸一 （長男） | 平山幸一 （長男） | 平山幸一 （長男） | 平山幸一 （長男） |  |  | 平山文子 （媳婦） | 平山文子 （媳婦） | 平山文子 （媳婦） | 平山文子 （媳婦） | 平山文子 （媳婦） | 平山文子 （媳婦） |  |  | 金子庫造 （女婿） | 金子庫造 （女婿） | 金子庫造 （女婿） | 金子庫造 （女婿） | 金子庫造 （女婿） | 金子庫造 （女婿） |  |  | 金子志泉 （長女） | 金子志泉 （長女） | 金子志泉 （長女） | 金子志泉 （長女） | 金子志泉 （長女） | 金子志泉 （長女） |  |  | 平山昌二 （次男） 戰死 | 平山昌二 （次男） 戰死 | 平山昌二 （次男） 戰死 | 平山昌二 （次男） 戰死 | 平山昌二 （次男） 戰死 | 平山昌二 （次男） 戰死 |  |  | 平山紀子 （媳婦） 寡婦 | 平山紀子 （媳婦） 寡婦 | 平山紀子 （媳婦） 寡婦 | 平山紀子 （媳婦） 寡婦 | 平山紀子 （媳婦） 寡婦 | 平山紀子 （媳婦） 寡婦 |  |  | 平山敬三 （三男） | 平山敬三 （三男） | 平山敬三 （三男） | 平山敬三 （三男） | 平山敬三 （三男） | 平山敬三 （三男） |  |  | 平山京子 （次女） | 平山京子 （次女） | 平山京子 （次女） | 平山京子 （次女） | 平山京子 （次女） | 平山京子 （次女） |  |  |  |  |
|  |  |                   |                   |                   |                   |                   |                   |  |  |                   |                   |                   |                   |                   |                   |  |  |                   |                   |                   |                   |                   |                   |  |  |                   |                   |                   |                   |                   |                   |  |  |                        |                        |                        |                        |                        |                        |  |  |                        |                        |                        |                        |                        |                        |  |  |                   |                   |                   |                   |                   |                   |  |  |                   |                   |                   |                   |                   |                   |  |  |  |  |
|  |  |                   |                   |                   |                   |                   |                   |  |  |                   |                   |                   |                   |                   |                   |  |  |                   |                   |                   |                   |                   |                   |  |  |                   |                   |                   |                   |                   |                   |  |  |                        |                        |                        |                        |                        |                        |  |  |                        |                        |                        |                        |                        |                        |  |  |                   |                   |                   |                   |                   |                   |  |  |                   |                   |                   |                   |                   |                   |  |  |  |  |
|  |  | 平山實 （孫子）   | 平山實 （孫子）   | 平山實 （孫子）   | 平山實 （孫子）   | 平山實 （孫子）   | 平山實 （孫子）   |  |  | 平山勇 （孫子）   | 平山勇 （孫子）   | 平山勇 （孫子）   | 平山勇 （孫子）   | 平山勇 （孫子）   | 平山勇 （孫子）   |  |  |                   |                   |                   |                   |                   |                   |  |  |                   |                   |                   |                   |                   |                   |  |  |                        |                        |                        |                        |                        |                        |  |  |                        |                        |                        |                        |                        |                        |  |  |                   |                   |                   |                   |                   |                   |  |  |                   |                   |                   |                   |                   |                   |  |  |  |  |
|  |  | 平山實 （孫子）   | 平山實 （孫子）   | 平山實 （孫子）   | 平山實 （孫子）   | 平山實 （孫子）   | 平山實 （孫子）   |  |  | 平山勇 （孫子）   | 平山勇 （孫子）   | 平山勇 （孫子）   | 平山勇 （孫子）   | 平山勇 （孫子）   | 平山勇 （孫子）   |  |  |                   |                   |                   |                   |                   |                   |  |  |                   |                   |                   |                   |                   |                   |  |  |                        |                        |                        |                        |                        |                        |  |  |                        |                        |                        |                        |                        |                        |  |  |                   |                   |                   |                   |                   |                   |  |  |                   |                   |                   |                   |                   |                   |  |  |  |  |

## 製作

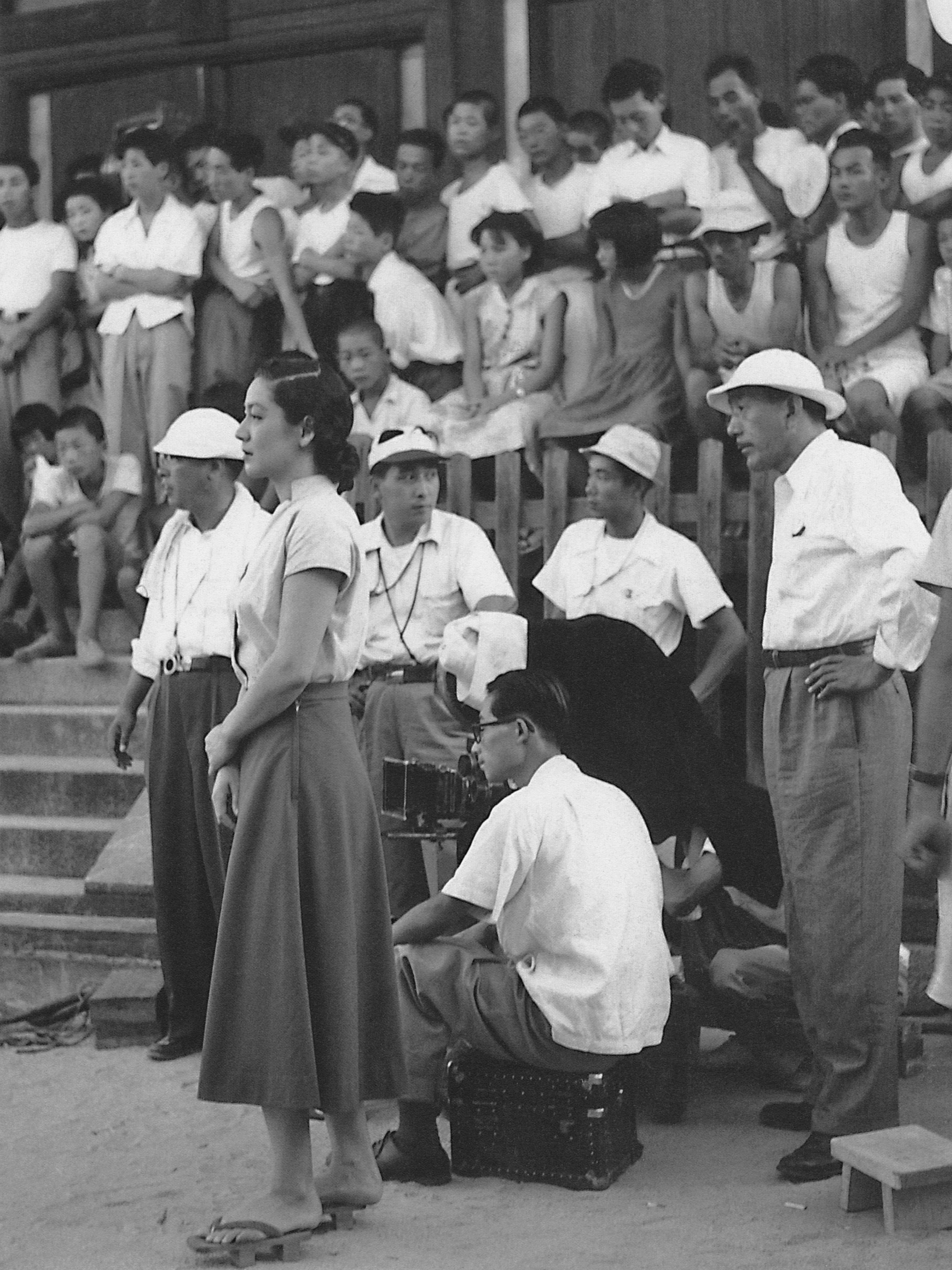
《東京物語》拍攝現場的原節子（左側）與小津安二郎（右側）

《東京物語》的劇本是由導演小津安二郎及他的長期合作夥伴野田高梧在茅崎市一間鄉村旅館內花費超過103天才完成的。然後他們兩個連同攝影師厚田雄春在東京與尾道花費一個月的時間來偵察拍攝地點。從1953年7月至10月進行拍攝與剪接電影的工作。《東京物語》的製作在許多方面來說都是很平常與普通。就跟小津安二郎執導的大多數電影一樣，製作（從撰寫劇本到剪接完成）總共花費4個月完成。小津安二郎在許多年來都使用相同的演員與劇組，《東京物語》的主題也類似他執導的其他電影。

## 風格
影片展现的是一段极其平凡的家庭成员之间的心理矛盾，客观表现了家庭生活中父慈子孝传统观念的破灭，对现代日本社会生活、家庭论题等问题进行了社会分析。全片没有激烈的矛盾冲突和戏剧性的情节变化，但却以活生生的人物形象，性格化的动作和语言，高度风格化的艺术表现，使世俗生活焕发出艺术魅力。小津安二郎並未將重要的事件展現在銀幕上，只藉由人物之間後續的談話表現出來，例如片中他省略了兩位老人家遊歷東京的全部過程。
小津安二郎导演的独特风格，例如固定机位的摄影方式、稍稍仰起的视角（通常稱為榻榻米攝影）、對稱而稳定的畫面、缓慢而勻稱的節奏（美國電影學者大衛·鮑德威爾喜歡稱之為「平靜」）等，在影片里都有體現出來，《東京物語》因此成为小津安二郎風格的典範作品之一。

## 評價
在英國電影雜誌《视与听》（Sight and Sound）的最佳電影票選中，《東京物語》曾在1992年，2002年与2012年的票選中三度進入影史最偉大的十部電影排行榜，分別名列第3位，第5位与第3位。《東京物語》也在爛番茄網站獲得100%的正面評價（共有21篇評論），平均分數則為9.7分。約翰·渥克則將《東京物語》列入影史最偉大的1,000部電影之首。電影評論家 德瑞克·麥爾肯  也將《東京物語》列入世紀電影的名單中，這是一份他認為該電影具有藝術或文化重要性的名單。
《東京物語》也名列《時代雜誌》影史最偉大的100部電影名單裡，著名電影評論家羅傑·艾伯特也認為《東京物語》是影史最偉大的電影之一。美國電影導演保羅·許瑞德（Paul Schrader）也將《東京物語》名列在電影經典名單的「金」區。《東京物語》在 互聯網電影數據庫 中則獲得觀眾給予 8.3 的高分。
《東京物語》在日本電影雜誌《電影旬報》於1999年選出的百大日本電影名單中名列第3位。多倫多影展在2010年選出影史必看100部電影，其中《東京物語》名列第15位。
《東京物語》第一區的雙碟DVD由標準收藏發行，第二區 DVD則由 Palisades Tartan 發行。

## 關連條目
- 東京家族_(電影) (2013年，山田洋次導演)
- 珈琲時光  (2003年，侯孝賢導演)

## 外部連結
- 互联网电影数据库（IMDb）上《東京物語》的资料（英文）
- 豆瓣电影上《東京物語》的資料 （简体中文）
- Peter Bradshaw, 2005年6月10日《衛報》 "The quiet master" （页面存档备份，存于）
- Tokyo Story at the Arts & Faith Top100 Spiritually Significant Films list
- Criterion Collection essay by David Bordwell （页面存档备份，存于）
- . 日本電影資料庫.   [2007-07-13]. （原始内容存档于2020-11-04）.